# Rumia (gromada)
Rumia – dawna gromada, czyli najmniejsza jednostka podziału terytorialnego Polskiej Rzeczypospolitej Ludowej w latach 1954–1972.
Gromady, z gromadzkimi radami narodowymi (GRN) jako organami władzy najniższego stopnia na wsi, funkcjonowały od reformy reorganizującej administrację wiejską przeprowadzonej jesienią 1954 do momentu ich zniesienia z dniem 1 stycznia 1973, tym samym wypierając organizację gminną w latach 1954–1972.
Gromadę Rumia z siedzibą GRN w Rumi (wówczas wsi) utworzono – jako jedną z 8759 gromad na obszarze Polski – w powiecie wejherowskim w woj. gdańskim na mocy uchwały nr 26/III/54 WRN w Gdańsku z dnia 5 października 1954. W skład jednostki weszły obszary dotychczasowych gromad Rumia i Zagórze ze zniesionej gminy Rumia w tymże powiecie.
13 listopada 1954, po pięciu tygodniach, gromadę Rumia zniesiono w związku z przekształceniem jej obszaru w miasto Rumia, dla którego ustalono 30 członków miejskiej rady narodowej (odnotowano w wykazie jako Rumia Zagórze).